# Li Jiao
Li Jiao (Qingdao (China), 15 januari 1973) is een in China geboren tafeltennisspeelster die al haar gehele internationale (senioren)loopbaan uitkomt voor Nederland. Ze kreeg in 2004 een Nederlands paspoort en won in 2007 als derde Nederlandse ooit het Europese top 12-toernooi. Dat won ze opnieuw in zowel 2008, 2010 als 2011. Li Jiao werd daarbij in zowel 2007 als 2011 Europees kampioene enkelspel. In 2015 won ze goud op de eerste Europese Spelen.

## Nederlandse
Li Jiao werd tijdens haar jeugd in China gezien als een redelijke speelster, maar kreeg te horen dat ze niet goed was om internationaal door te breken. Ze wilde daarop eigenlijk haar batje opbergen, maar werd door DOV uit Heerhugowaard overgehaald naar Nederland te komen en voor hen te spelen. Hoewel Li Jiao daarna meermaals van club wisselde, bleef ze in Heerhugowaard wonen. Ze verkaste nog van DOV naar NAK/Den Helder en vervolgens naar MF Services/Fürst in Heerlen.
Li Jiao raakte in 2000 haar plek (destijds vijftiende) op de ITTF-wereldranglijst kwijt, omdat ze niet meer deelnam aan internationale toernooien. Nadat ze in 2004 haar Nederlandse paspoort ontving werd ze actief in het internationale seniorencircuit en keerde ze in oktober dat jaar terug op de wereldranglijst, nu als Nederlandse. Zodoende klom ze op tot aan de tiende positie, in januari 2011.

## Eredivisie mannen
Vanwege een gebrek aan sportieve uitdaging in de eredivisie voor vrouwen, verhuisde Li Jiao met ingang van het het seizoen 2009/10 naar het Heerlense mannenteam, om daarmee te spelen in de eredivisie voor mannen. Voor de vrouwen werd ze vanaf dat moment alleen nog beschikbaar voor Europese duels.
Met het Heerlense mannenteam (Enjoy & Deploy Heerlen) werd Li Jiao op zaterdag 15 mei 2010 als eerste vrouw sinds Bettine Vriesekoop landskampioen in de eredivisie voor mannen. Ze won de beslissende finalewedstrijd samen met de Kroaat Ronald Redjep en de Belg Julien Indeherberg met 4-3 van Westa. Zelf verloor Li Jiao haar eerste enkelspel van Daan Sliepen en samen met Redjep het dubbelspel van Sliepen/Martijn de Vries. Bij een 3-3-tussenstand besliste ze de wedstrijd door met 3-2 van Liu Qiang te winnen.
Een jaar later herhaalde de geschiedenis zich bijna exact. Samen met Indeherberg en haar nieuwe teamgenoot Gudmundur Stephensen uit IJsland, plaatste Li Jiao zich met Enjoy & Deploy voor de finale om de voorjaarstitel. Daarin was op zaterdag 21 mei 2011 een ongewijzigd Wijzenbeek/Westa wederom de tegenstander. Li Jiao verloor net als een jaar eerder haar eerste wedstrijd van Sliepen en ook samen met Stephensen moest ze buigen voor het dubbel Sliepen/De Vries. Weer stond het na zes partijen 3-3. Daarop trok opnieuw Li Jiao de zege over de streep door de laatste partij te winnen, ditmaal van De Vries.

Westa haalde twee weken later wel revanche toen beide ploegen tegenover elkaar stonden om de 'algehele' landstitel (Westa had de najaarscompetitie gewonnen). Na zes partijen stond het wederom 3-3 en moesten Li Jiao en De Vries wederom de strijd beslissen. Deze keer won die laatste (1-3).
In het seizoen 11/12 gaat het team van Enjoy & Deploy Zoetermeer opnieuw voor de titel met Li Jiao. De Belgische spelers hebben het team verlaten en hebben hiermee plaatsgemaakt voor de Nederlanders Boris de Vries (broer van Martijn de Vries van Wijzenbeek/Westa) en Nathan van der Lee, de IJslander Gudmundur Stephensen maakt het team compleet. Wederom weten de teams uit Zoetermeer en Wessem de finale om de najaarstitel te bereiken. De strijd moet ditmaal uitgevochten worden op zaterdag 17 december 2011 in Hilversum. Tijdens deze wedstrijd hebben de spelers van Enjoy & Deploy Zoetermeer geen kind aan de jongens uit Wessem. Gudmundur 'Gummi' Stephensen wint de eerste partij tegen Daan Sliepen gemakkelijk met 3-0. Ook Li Jiao speelt overtuigend en wint met 3-0 van Martijn de Vries, waarvan zij enkele maanden eerder nog verloor in de alles beslissende wedstrijd. Nathan van der Lee heeft wat meer moeite maar wint uiteindelijk met 3-2 van Liu Qiang. Het team uit Zoetermeer staat met 3-0 voor en heeft nog maar 1 punt nodig voor de najaarstitel. Van der Lee en Stephensen laten in de dubbelwedstrijd zien waarom zij dit seizoen als duo nog geen enkele wedstrijd hebben verloren en verslaan het duo Sliepen/de Vries met 3-1 en halen hiermee het 4de en beslissende punt binnen. Li Jiao wint met haar team overtuigend de najaarstitel en mag in mei wederom gaan spelen om de 'algemene' landstitel.

## Recordkampioen Top 12
Li Jiao was na Bettine Vriesekoop en Mirjam Hooman de derde Nederlandse die de Europese Top 12 won. Ze deed dit voor het eerst in het Italiaanse Arezzo in februari 2007. Op 3 februari 2008 prolongeerde ze haar titel in het Duitse Frankfurt. Li Jiao's twee opeenvolgende titels volgden op bronzen medailles die ze eerder won in de Europa Top-12 toernooien van 2005 en 2006. In 2010 won ze het toernooi voor de derde keer. Toen ze een jaar later de Europese Top 12 voor de vierde keer achter haar naam schreef, was ze daarin de eerste vrouw sinds Beatrix Kisházi in 1977 en de tweede ooit.
Li Jiao rekende in haar eerste Europa Top-12 finale af met de Italiaanse Nikoleta Stefanova. Een jaar later versloeg ze in de eindstrijd de veertien jaar jongere Poolse Li Qian, na in de kwartfinale en de halve finale van Ni Xialian en Wu Jiaduo gewonnen te hebben. Li Qian moest er in de finale van 2010 opnieuw aan geloven, waarna Viktoria Pavlovitsj Li Jiao in 2011 niet van haar vierde titel af kon houden.
In maart 2007 werd Li Jiao in Belgrado Europees kampioen enkelspel, door in de EK-finale af te rekenen met Ni Xia Lian, haar toenmalige ploeggenote in Heerlen. In oktober 2011 werd ze voor de tweede keer Europees kampioen na een finale (4-3) tegen de Duitse Irene Ivancan.
Li Jiao vertegenwoordigde Nederland op de Olympische Zomerspelen 2008, waar ze tot de laatste zestien kwam in het enkelspeltoernooi. In 2012 bereikte ze de kwartfinales, waar ze door de Chinese Li Xiaoxia uitgeschakeld werd.

## Nederlandse kampioenschappen
Li Jiao werd op zondag 2 maart 2014 voor de tiende keer achter elkaar Nederlands kampioene enkelspel, ditmaal door in de finale met 4-0 van Li Jie te winnen. Met deze reeks evenaarde ze het record van Bettine Vriesekoop, die van 1977 tot en met 1986 tien keer achter elkaar de titel won. Vriesekoop werd daarna in 1991, 1994, 1995 en 2002 wederom Nederlands enkelspelkampioen, waardoor zij wel alleenrecordhouder van het totale aantal titels bleef.

## Hoogtepunten loopbaan
Olympische Spelen
- 2008, Beijing, vrouwen enkel, achtste finales
- 2008, Beijing, landenwedstrijd, 9e (namens Nederland, samen met Li Jie en Jelena Timina)
- 2012, Londen, vrouwen enkel, kwartfinale
- 2012, Londen, landenwedstrijd, 5e (namens Nederland, samen met Li Jie en Jelena Timina)
- 2016, Rio, vrouwen enkel, derde ronde

Wereldkampioenschap
- 2005, Shanghai, vrouwen enkel, kwartfinale
- 2005, Shanghai, gemengd dubbel, laatste 32
- 2006, Bremen, landenwedstrijd, 14e
- 2007, Zagreb, vrouwen enkel, laatste 16
- 2007, Zagreb, gemengd dubbel, laatste 32 (met Trinko Keen)
- 2008, Guangzhou, landenwedstrijd, 7e
- 2009, Yokohama, vrouwen enkel, laatste 16
- 2010, Moskou, landenwedstrijd, 8e
- 2011, Rotterdam, vrouwen enkel, laatste 32

Pro Tour Grand Finals
- 2010, Seoel, brons vrouwen enkel
- 2010, Seoel, brons vrouwen dubbel

Pro Tour Meetings
- 2004, Warschau, vrouwen enkel, kwartfinale
- 2004, Warschau, vrouwen dubbel, winnaars
- 2004, Arhus, vrouwen enkel, halve finale
- 2005, Santiago, vrouwen enkel, kwart finale
- 2005, Fort Lauderdale, vrouwen enkel, kwart finale
- 2006, Sint-Petersburg, vrouwen enkel, halve finale
- 2006, Bayreuth, vrouwen enkel, kwartfinale
- 2006, Warschau, vrouwen enkel, halve finale
- 2008, Velenje, vrouwen enkel, winnares
- 2008, Velenje, vrouwen dubbel, 2e (met Zhu Fang (Spanje))
- 2010, Warchau, vrouwen enkel, winnares
- 2013, Olomouc, vrouwen enkel, 2e
- 2013, Olomouc, vrouwen dubbel, winnaars

Europees Kampioenschap
- 2005, Arhus, vrouwen enkel, halve finale
- 2005, Arhus, gemengd dubbel, kwartfinale
- 2007, Belgrado, vrouwen enkel, Europees kampioene
- 2008, Winnares EK landenteams (namens Nederland, samen met Li Jie en Jelena Timina)
- 2009, Winnares EK landenteams (namens Nederland, samen met Li Jie en Jelena Timina)
- 2010, Winnares EK landenteams (namens Nederland, samen met Li Jie, Linda Creemers en Jelena Timina)
- 2011. Warschau, vrouwen enkel, Europees kampioene
- 2011, Winnares EK landenteams (namens Nederland, samen met Li Jie, Linda Creemers, Jelena Timina en Britt Eerland)

Europese top 12 / Europese top 16
- 2005, Rennes, 3e
- 2006, Kopenhagen, 3e
- 2007, Arezzo, winnares
- 2008, Frankfurt, winnares
- 2010, Düsseldorf, winnares
- 2011, Luik, winnares
- 2015, Bakoe, 4e

Europese Spelen
- 2015, Bakoe, vrouwen enkel, winnares
- 2015, Bakoe, landenwedstrijd, 2e (namens Nederland, samen met Li Jie en Britt Eerland)

European Champions League voor clubteams
- Winnaar 2007/2008, met TTV Fürst, Heerlen
- Winnaar 2009/2010, met Li-Ning/Infinity, Heerlen

ETTU Cup Europacup 2 voor clubteams
- Winnaar 2010/2011, met Li-Ning/Infinity, Heerlen

NK tafeltennis
- Nederlandse kampioen enkelspel: 2005-2014
- Nederlandse kampioen dubbelspel: 2005 (met Jelena Timina), 2011 (met Li Jie)
- Nederlandse kampioen gemengd dubbel: 2006-2008 (met Danny Heister)

- Hoogste positie ITTF-wereldranglijst: 10e (januari 2011)